# Lumpy Gravy
Lumpy Gravy è il primo album solista di Frank Zappa (e il quarto contando anche gli LP con i Mothers of Invention), pubblicato nel 1968.
La progettazione del disco era partita però nel 1966, quando il produttore Nick Venet offrì a Zappa la possibilità di registrare un disco di musica orchestrale.

## Il disco
In origine, l'album venne preparato per la Capitol Records in molte versioni differenti, ma la MGM non diede il permesso alla pubblicazione. La versione che non venne pubblicata era totalmente orchestrale, ed è una delle più rare, se non la più rara, delle pubblicazioni ufficiali dell'artista statunitense.
Per rendere Lumpy Gravy più accessibile al pubblico, Zappa rieditò l'album, sviluppando una versione molto diversa per la MGM. Il prodotto finale consiste in pezzi musicali intermezzati da dialoghi surreali.
Il disco venne pubblicato dopo l'album dei The Mothers of Invention We're Only in It for the Money, e contiene alcune tematiche che si collegano ad esso; come scrisse Zappa «Is this phase 2 of We're Only in It for the Money?».

## Tracce
Testi e musiche di Frank Zappa
Lato A
1. Lumpy Gravy, Part One – 15:48

Lato B
1. Lumpy Gravy, Part Two – 15:51

## Musicisti

### Artista
- Frank Zappa - chitarra, tastiere, voce

### Altri musicisti
- All Nite John - cori
- John Balkin - basso
- Dick Barber - voce
- Arnold Belnick - strings
- Harold Bemko - strings
- Chuck Berghofer - basso
- Jimmy Carl Black - percussioni, batteria, cori
- Jimmy Bond - basso
- Bruce - cori
- Dennis Budimir - chitarra
- Frank Capp - batteria
- Donald Christlieb - flauto
- Gene Cipriano - flauto
- Eric Clapton - voce
- Vincent DeRosa - corno francese
- Joseph DiFiore - strings
- Jesse Ehrlich - strings
- Alan Estes - percussioni, batteria
- Gene Estes - percussioni
- Roy Estrada - basso, voce
- Larry Fanoga - voce
- Victor Feldman - percussioni, batteria
- Bunk Gardner - flauto
- James Getzoff - strings
- Gilly - cori
- Philip Goldberg - strings
- John Guerin - batteria
- Jimmy "Senyah" Haynes - chitarra
- Harry Hyams - strings
- J.K. - cori
- Jules Jacob - flauto
- Pete Jolly - pianoforte, celeste, arpa, tastiere
- Ray Kelly - strings
- Jerome Kessler - strings
- Alexander Koltun - strings
- Bernard Kundell - strings
- William Kurasch - strings
- Michael Lang - pianoforte, celeste, arpa, tastiere
- Arthur Maebe - corno francese
- Leonard Malarsky - strings
- Shelly Manne - batteria
- Lincoln Mayorga - pianoforte, celeste, arpa, tastiere
- Euclid James "Motorhead" Sherwood - cori
- Ted Nash - flauto
- Patrick O'Hearn - basso, flauto
- Richard Parissi - corno francese
- Don Preston - basso, tastiere
- Pumpkin - cori
- Jerome Reisler - strings
- Emil Richards - percussioni
- Tony Rizzi - chitarra
- Ronnie - cori
- John Rotella - percussioni, flauto
- Joseph Saxon - strings
- Ralph Schaeffer - strings
- Leonard Selic - strings
- Kenny Shroyer - trombone
- Paul Smith - pianoforte, celeste, arpa, tastiere
- Tommy Tedesco - chitarra
- Al Viola - chitarra
- Bob West - basso
- Ronny Williams
- Tibor Zelig - strings
- Jimmy Zito - tromba